# فستوكة مدببة
الفستوكة المدببة (باللاتينية: Festuca acuminata) نوع نباتي يتبع جنس الفستوكة من الفصيلة النجيلية.

## الموئل والانتشار
ينتشر النبات في إيطاليا وسويسرا وفرنسا.

## الوصف النباتي
النبات عشبي معمر.